# Проблиски майбутнього
«Про́блиски майбу́тнього» (англ. FlashForward) — американський науково-фантастичний телесеріал з елементами драми, пригод і трилера творців Бреннона Браги і Девіда С. Гоєра, що транслювався на телеканалі ABC з 24 вересня 2009 до 27 травня 2010 року. Екранізація однойменного роману канадського письменника-фантаста Роберта Сойєра, написаного в 1999 році. Через падіння інтересу аудиторії до серіалу, у травні 2010 року було прийнято рішення припинити його подальше виробництво. Сюжет обертається навколо життя кількох людей; таємнича подія викликає такий ефект, що майже всі люди на планеті одночасно втрачають свідомість на дві хвилини і сімнадцять секунд 6 жовтня 2009 року. Під час цього «Затьмарення» люди бачать своє майбутнє через півроку, тобто 29 квітня 2010 року.
У червні 2010 року було оголошено, що ABC не буде поновлювати «Проблески майбутнього» для другого сезону. Повідомлялося, що мережа Starz намагається екранізувати наступний сезон шоу і таким чином подовжити серіал.
Слоган телесеріалу: «Кожна людина у світі отримає спалах свого власного майбутнього».

## Сюжет
Сюжет розгортається навколо концепції, коли таємнича подія викликала у майже всіх людей на планеті одночасну втрату свідомісті на 137 секунд, під час якої люди бачать своє власне життя приблизно через шість місяців у майбутньому — глобальний флешфорвард (англ. FlashForward). Команда агентів ФБР з Лос-Анджелесу на чолі зі Стенфордом Ведеком (Кортні Бі Венс), Марком Бенфордом (Джозеф Файнс) і його партнером Димітрієм Ноа (Джон Чо) починає процес з'ясування того, що трапилося, чому і чи буде повторення. Бенфорд сприяє справі унікальним поглядом на розслідування, тому що в своєму флешфорварді він бачив результати шести місяців розслідування. Він і його команда використовують ці ключі для відтворення розслідування.
Група розслідує низку подій, пов'язаних із флешфорвардом, в тому числі «Підозрюваного Зеро» — людину, яка не втратила свідомість через пристрій квантової заплутаності (ПКЗ), зловісного «Д. Гіббонса / Дайсон Фрост» і аналогічну масову втрату свідомості в Сомалі 1991 року. Між тим особисті одкровення, що містяться в флешфорварді, займають особисте життя головних героїв. Марк Бенфорд побачив себе відновленим алкоголіком; його дружина — себе з іншим чоловіком; Димітрій Ноа взагалі нічого не побачив, що може означати, що на той час — 29 квітня 2010 року — його вже не буде в живих, щоб побачити той день чи що його майбутнє не було встановлено на день флешфорварду. Інші герої намагаються боротися з аналогічними несподіваними та дивними одкровеннями в їхніх флешфорвардах, таким чином, наближаючи їх чи віддаляючи.

## Ролі
Серіал починається з дев'ятьох головних героїв. З шостого епізоду Домінік Монаган оголошений як регулярний персонаж.
- Джозеф Файнс — спеціальний агент ФБР Марк Бенфорд — керівник команди розслідування подій 6 жовтня. Чоловік Олівії Бенфорд і батько Чарлі Бенфорд, він алкоголік. У своєму флешфорварді він побачив себе під час роботи над Мозаїкою, коли озброєні люди в масках входили в його офіс. Він також бачить, що знову почав уживати алкоголь, що й намагається приховати від дружини.
- Джон Чо — спеціальний агент ФБР Димітрій Ноа — партнер Марка Бенфорда у ФБР. У нього не було флешфорварду, і він побоюється, що це означає його власну смерть до 29 квітня 2010 року, особливо після того, як він отримує телефонний дзвінок, під час котрого йому кажуть, що він буде убитий 15 березня 2010 року. Він заручений з Зої, адвокатом, яка вважає що її флешфорвард був про їхнє власне весілля, доки вона не зрозуміла, що він про похорони її нареченого. Димітрій все-таки виживає 15 березня завдяки допомозі Марка. Повне ім'я Ноа — Деметрій Фордіс Ноа (англ. Demetri Fordice Noh). Його день народження — 17 лютого 1977.[3]
- Джек Девенпорт — доктор Ллойд Сімко, академік Стенфорда. Колишня дружина Ллойда і матір його сина загинула під час Затемнення. Має сина Ділана з аутизмом, котрий знає Олівію і кого Чарлі загадковим чином впізнає. Його партнер по дослідженням — Саймон Кампос. Ллойд вважає, що вони несуть відповідальність за Затемнення, але, за словами Теді, який є дядьком Симона, вони лише посилили його, в результаті чого воно вплинуло на весь світ.
- Захарі Найтон — доктор Брюс Варлі, стажист-хурірг доктора Олівії Бенфорда. Він був на грані самогубства через діагноз 4-ї стадії нирково-клітинної карциноми (раку нирки), коли відбулося Затемнення. Після Затемнення він відчув потребу знову жити, і тому бачить у своєму видінні подарунок долі. У «корекції курсу» Брайс дізнається, що його рак перейшов у стадію ремісії.
- Пейтон Ліст — Ніколь Кірбі, 19-річна студентка і няня Чарлі Бенфорда. Вона була другом дитинства Трейсі, дочки Аарона Старка. Флешфорвард показав Ніколь, що її топить незнайомець. Вона вміє розмовляти японською.
- Домінік Монаган — доктор Саймон Кампос, квантовий фізик і партнер Ллойда Сімко з академічних досліджень у Стенфорді, який не вірить, що вони несуть відповідальність за Затемнення. Він каже людям, що в своєму флешфорварді, він побачив себе під час боротьби, а потім вбивства людини, що є насправді брехнею. В «Одкровенні Зеро (Частина 2)» з'ясовується, що він і є тим самим «Підозрюваним Зеро», оскільки він отримав кільце, що не дало йому втратити свідомість під час Затемнення. Його дядько — посередник в угоді, і молодшу сестру Саймона викрадають люди, які хочуть контролювати відключення свідомості. Дядько Саймона раніше вбив батька свого племінника, і після того, як він вбив Саймонового професора, Саймон вбиває його.
- Браян Ф. О'Бірн — Аарон Старк, алкоголік, що одужує, він АА спонсор Марка Бенфорда і його близький друг. Передбачалося, що його дочка Трейсі загинула в боях в Афганістані, але флешфорвард Аарона показав його дочку живою. Пізніше він приходить додому і знаходить Трейсі в своїй вітальні. Агенти військового підрядчика Єрихон пізніше викрадають Трейсі з будинку, а в «Саду розбіжних стежок» агент Ведек сприяє йому потрапити в Афганістан, щоб знайти Трейсі.
- Кортні Б. Венс — агент ФБР, помічник директора Ведек — глава ФБР в Лос-Анджелесі. Він курирує команду Марка Бенфорда в розслідуванні 6 жовтня. Його флешфорварді показує йому, що він сидів на туалеті і читав газету.
- Соня Волгер — доктор Олівія Бенфорд, дружина Марка і успішний хірург у головній лікарні. Вона керує доктором Брюсом Варлі. У своєму флешфорварді вона розпочала романтичні відносини з доктором Ллойдом Сімко, хоча вона ніколи не зустрічалася з ним до затемнення. Вони перетинаються, коли Олівія лікує аутичного сина Ллойда Ділана.
- Крістін Вудс — спеціальний агент ФБР Яніс Хок — працює в Лос-Анджелесі у складі команди Марка Бенфорда. У своєму баченні вона була вагітна під час УЗД, в яке їй важко повірити, тому що вона — лесбійка. Вона відповідає за спостереження за Саймоном пізніше в серіалі. В епізоді «Королева жертвопринесення» показано, що вона доповідає особам відповідальним за затемнення. У «Goodbye Yellow Brick Road» з'ясовується, що вона насправді подвійний агент ФБР і ЦРУ на прохання агента Фогеля.

## Виробництво
Пілотну серію написали Девід С. Гоєр і Бреннон Браг за романом Роберта Сойєра. Дія оригінального роману розгортається в 2009 році; в тому ж році транслюється однойменний телесеріал.
«Згадай, що буде» спочатку розробив телеканал HBO, який продав свій варіант, оскільки думав, що шоу краще підійде для мережі широкого мовлення. Після придбання серій і впорядкування пілотної версії, ABC купив «Згадай, що буде» для тринадцяти епізодів у травні 2009. 12 жовтня 2009 ABC купив серії для 22 епізодів сезону. Пізніше в той самий день було оголошено, що ABC наказав взяти ще три епізоди для 25 епізодів першого сезону, але пізніше скоригував плани до 24.
21 жовтня 2009 було оголошено, що виконавчий продюсер Марк Гуггенхайм залишить «Згадай, що буде» АВС. Співтворець і виконавчий продюсер Девід С. Гоєр замінив його як шоуранер. 5 лютого 2010 року Гоєр оголосив, що піде у відставку з поста шоуранера і зосередиться на повнометражних фільмах та режисурі. Однак він не повністю полишив шоу. Гоєра замінила на посаді шоуранера його дружина Джессіка, разом з Лізою Цверлінг і Тімоті Дж. Лі.
13 травня 2010 було повідомлено, що «Згадай, що буде» не буде продовжений на другий сезон через зниження кількості переглядів. Перший сезон серіалу вийшов на DVD 23 лютого 2010. DVD містить перші 10 епізодів плюс бонусний матеріал. Повна серія була випущена на DVD31 серпня 2010 (включаючи бонусний матеріал). Спочатку планували випустити повну серію на Блю-рей у той самий день, але випуск відкладали і зрештою скасували.
Кожен епізод включає в себе приховані зображення, всередині котрих є логотип «Згадай, що буде».
Ходять чутки, що Starz розглядає можливість купівлі прав на показ і, можливо, відновлення його показу на другий сезон.
Коли персонажі Бенфорд і Ноа знаходяться на ранній засідці в першому епізоді, на задньому плані можна побачити рекламний щит Oceanic Airlines, вигаданої авіакомпанії, чий рейс 815 розбився на острові в т/с Загублені (2004). До речі, зірки Соня Волгер і Домінік Монаган раніше також знімалися в т/с Загублені.
В третій серії назва в'язниці в Мюнхені відображається на екрані як «Quale Prison». Насправді такої в'язниці там немає. Єдина мюнхенська в'язниця — «Stadelheim», де Гітлер перебував кілька років. І німецькі тюремні охоронці ніколи не носять з собою зброю. Коли Дженіс дивиться файл, що описує події в Сомалі в 1991 році, повідомляється, що ЦКПЗ (Центр з контролю і профілактики захворювань, англ. Centers for Disease Control) попросив ДВБ про виділення додаткових коштів для вивчення інциденту. Це дивно, тому що Департамент внутрішньої безпеки, скор. ДВБ (англ. Department of Homeland Security; скор. DHS) не було сформовано аж до 2002 року.
У четвертій серії в одній зі сцен доктор Бенфорд жартома називає свого чоловіка «Шекспір». Її чоловіка, агента Марка Бенфорда, грає Джозеф Файнс. Останній реально зіграв Вільяма Шекспіра в х/ф Закоханий Шекспір (1998). У тій же серії на затопленому автобусі молода жінка кричить: «Nem tudok úszni! Nem tudok úszni!». У перекладі з угорської це означає: «Я не вмію плавати! Я не вмію плавати»
Янус у міфології є римським богом з двома головами. Це явний натяк на статус персонажа Яніс Хок як подвійного агента.
Назву шостої серії — «Scary Monsters and Super Creeps» — взято з однойменної пісні Девіда Боуї.
У першому епізоді Фіона Бенкс представлена як зі Скотленд-Ярду, але в епізоді 7 йдеться, що вона з МІ-6. В епізоді ж 6, коли Деметрій знаходить перших членів клубу «Блакитна рука», він показує паспорт Резерфорда, де чітко заявляється, що той народився в грудні 1985 року. Але пізніше в епізоді 7 Фіона стверджує, що Резерфорд народився в 1984 році.
Назва 10 серії — це серійний номер пістолета Марка.
У 12 серії присутні географічні помилки. На початку є твердження, що Саймон Кампос був у Торонто на похоронах свого батька того дня, коли відбулося «Затемнення», але пізніше чітко помітні пальми на кладовищі. Очевидно, що це не Торонто. Також після того, як пристрій спостереження GPS кріпиться до ноги Саймона в аеропорту Торонто, дисплей показує карту міжнародного аеропорту. Проте координати на екрані (12,54 North, 17,17 West) насправді вказують на місце в Атлантичному океані недалеко від узбережжя Сенегалу, Африка.
13 серія стала дебютом для Тіма Мослі.
17 серія. Коли Фрост направляє Бенфорда в пустелі, дає йому напрямок «повернути праворуч». Але Марк потім повертає ліворуч. Коли ж Марк рятує від смерті Деметрія, дата «The End» написана на дошці 12 грудня 2012 року, проте, коли він пояснював пізніше своїм колегам, вона змінюється на 12 грудня 2016-го.
Назва 18 серії («Goodbye Yellow Brick Road») — це також назва пісні у виконанні Елтона Джона і випущена в 1973 році в альбомі з такою ж назвою. А показ міста Кандагар в Афганістані о 10:28 — насправді це образ старого міста Сана в Ємені.
Персонаж Аль Гоу названий на честь Альфреда Гоу, друга і сусіда творця серіалу Бреннона Брага.
Джек Девенпорт і Соня Волгер разом знімалися в телешоу Кохання на шістьох (2000). Девенпорт — у британській версії, Волгер — у недовговічній американській.
Соня Волгер і Домінік Монаган раніше грали разом в культовому т/с Загублені, який також мав у собі елементи флешфорвардів.
Персонаж Д. Гіббонс названий на честь Дейва Гіббонса, ілюстратора графічного роману «Хранителі». А персонажі «Марк Бенфорд» і «Брайс Варлей» названі на честь фантастів Грегорі Бенфорда і Джона Варлей. Останні відомі своїми історіями, що стосуються часових парадоксів.

## Сприйняття

### Рейтинги і аудиторія
Незважаючи на розмір аудиторії серіалу на момент його запуску (майже 12,5 млн глядачів у США), рейтинги шоу стрімко зменшилися приблизно в три рази. Одним із факторів, які викликали незадоволення і нарікання публіки, був незручний графік показу серій. Іншим фактором — неочікувані перерви між епізодами. Однак, в інших країнах, наприклад, в Сполученому Королівстві, де шоу показувалося в прайм-тайм на каналі національного, безкоштовного телебачення, рейтинги серіалу також знизилися.
Серіал дивилося в середньому 8,5 млн глядачів за епізод, що ставило його на 44-те місце в рейтингу найпопулярніших шоу сезону.
Пілотний епізод серіалу «Згадай, що буде» зібрав біля телеекранів 3,5 мільйона російських телеглядачів в день прем'єри. Це найкращий показник для прем'єри серіалу з США після запуску «Загублених» в 2005 році. Цей телесеріал можна вважати найвдалішою прем'єрою американського серіалу 2009 року в Росії.

### Критика
Серіал «Згадай, що буде» здобув загалом позитивні відгуки, із рейтингом «Метакритика» у 72 із 100. У вересні 2009, Тім Гумен із «San Francisco Chronicle» назвав його «надзвичайно цікавим» із «зав'язкою, що інтригує», а Джинія Беллафанте із New York Times написала, що серіал «почався в дусі настільки захопливої інтриги, що вона змушена була порівнювати його із іншим серіалом, в який вона теж дуже швидко втягнулася». Браян Вар'єте Лоурі дав стриманіший огляд, висловивши думку: "Концепція серіалу інтригує й привертає увагу і добре виконана […] є тверде бажання побачити розгортання сюжету перед тим, як стверджувати щось більш похвальне.